# Göran Gabrielsson
Göran Samuel Gabrielsson, född 13 oktober 1962 i Norrköping, är en svensk komiker och imitatör. Han har medverkat i TV-program som Babben & Co, Debatt Almedalen 2013, Att vara, SNN News och Stockholm Live. Sedan 2001 medverkar han i satirprogrammet Public Service på Sveriges Radio. 
Gabrielsson är utbildad maskiningenjör, men har varit underhållare och imitatör på heltid sedan 1987.